# DOCK8
Dock8 (сокр. от англ. Dedicator of cytokinesis 8), также Zir3, — высокомолекулярный белок (~190 кДа), участвующий в работе сети внутриклеточного сигналинга. Входит в подсемейство DOCK-C семейства DOCK факторов обмена гуаниновых нуклеотидов (англ. guanine nucleotide exchange factors, GEFs), служащих активаторами низкомолекулярных G-белков.
1. 1 2 3  GRCh38: Ensembl release 89: ENSG00000107099 - Ensembl, May 2017
2. 1 2 3  GRCm38: Ensembl release 89: ENSMUSG00000052085 - Ensembl, May 2017
3. ↑  Ссылка на публикацию человека на PubMed: Национальный центр биотехнологической информации, Национальная медицинская библиотека США.
4. ↑  Ссылка на публикацию мыши на PubMed: Национальный центр биотехнологической информации, Национальная медицинская библиотека США.